# Svartsjön (Nordmalings socken, Ångermanland, 706120-168370)
Svartsjön är en sjö i Nordmalings kommun i Ångermanland och ingår i Öreälven-Leduåns kustområde.